# Sonate K. 434
La sonate K. 434 (F.380/L.343) en ré mineur est une œuvre pour clavier du compositeur italien Domenico Scarlatti.

## Présentation
La sonate K. 434 est notée Andante. Le style fugato des premières mesures de la sonate évoque une autre sonate de même tonalité, K. 41, et une influence de l'écriture de Frescobaldi, dans une couleur archaïque de ré mineur.

## Manuscrits
Le manuscrit principal est le numéro 17 du volume X de Venise (1755), copié pour Maria Barbara ; les autres sources manuscrites sont Parme XII 5, Münster III 62, Vienne F 10 et le numéro 25 du manuscrit Ayerbe de Madrid (E-Mc, ms. 3-1408).

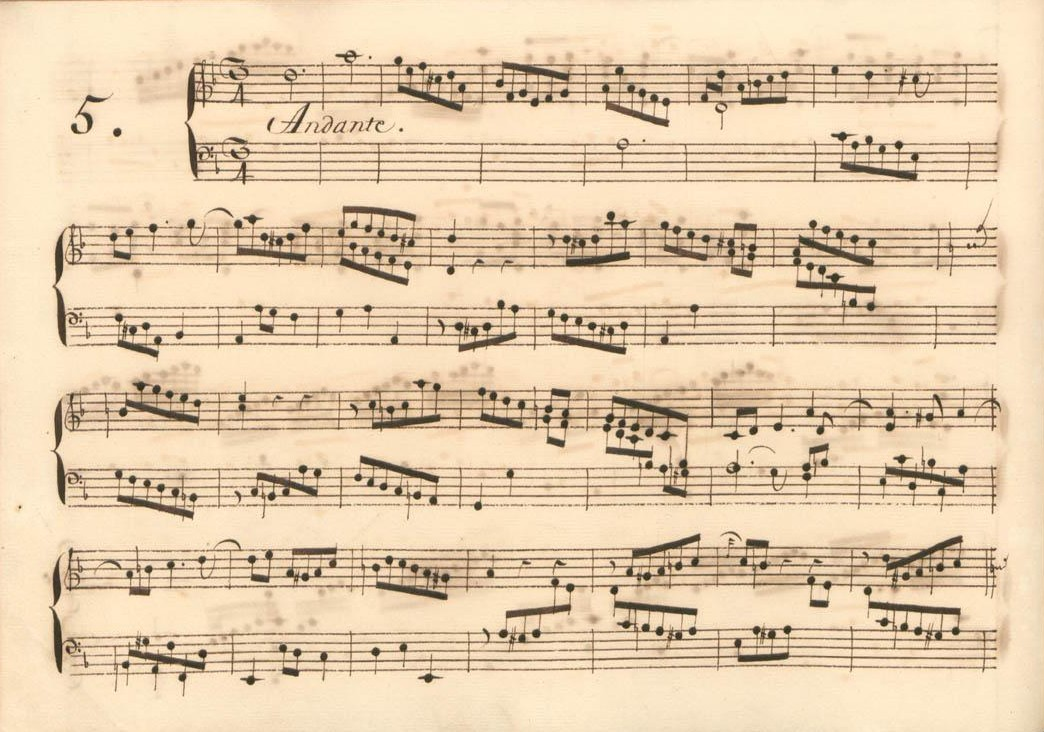
Parme XII 5.
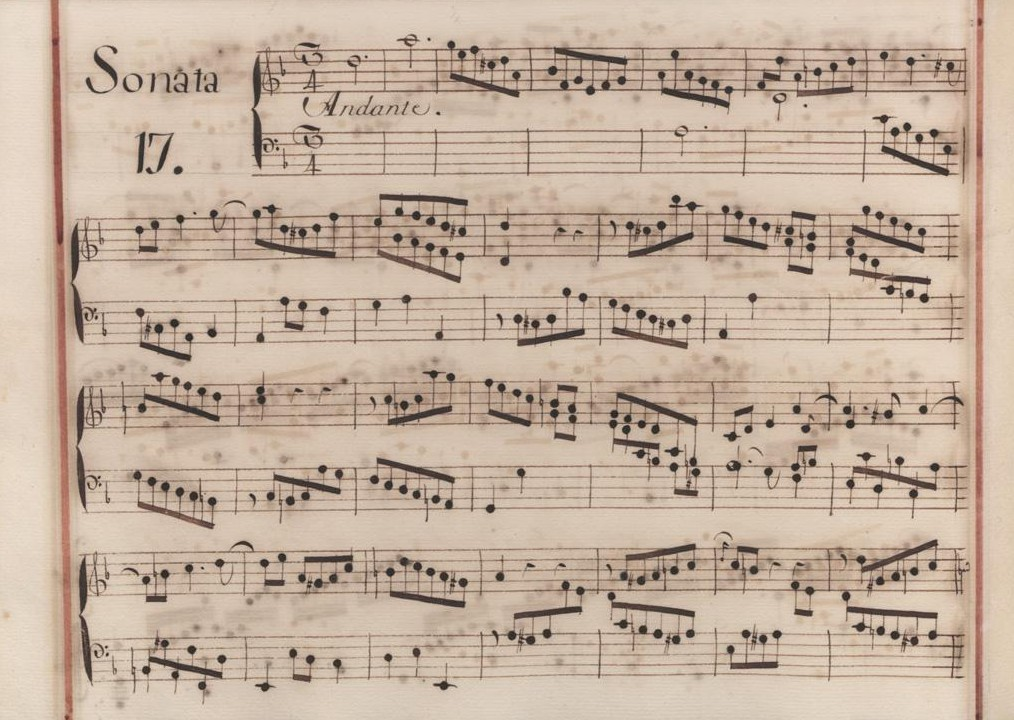
Venise X 17.
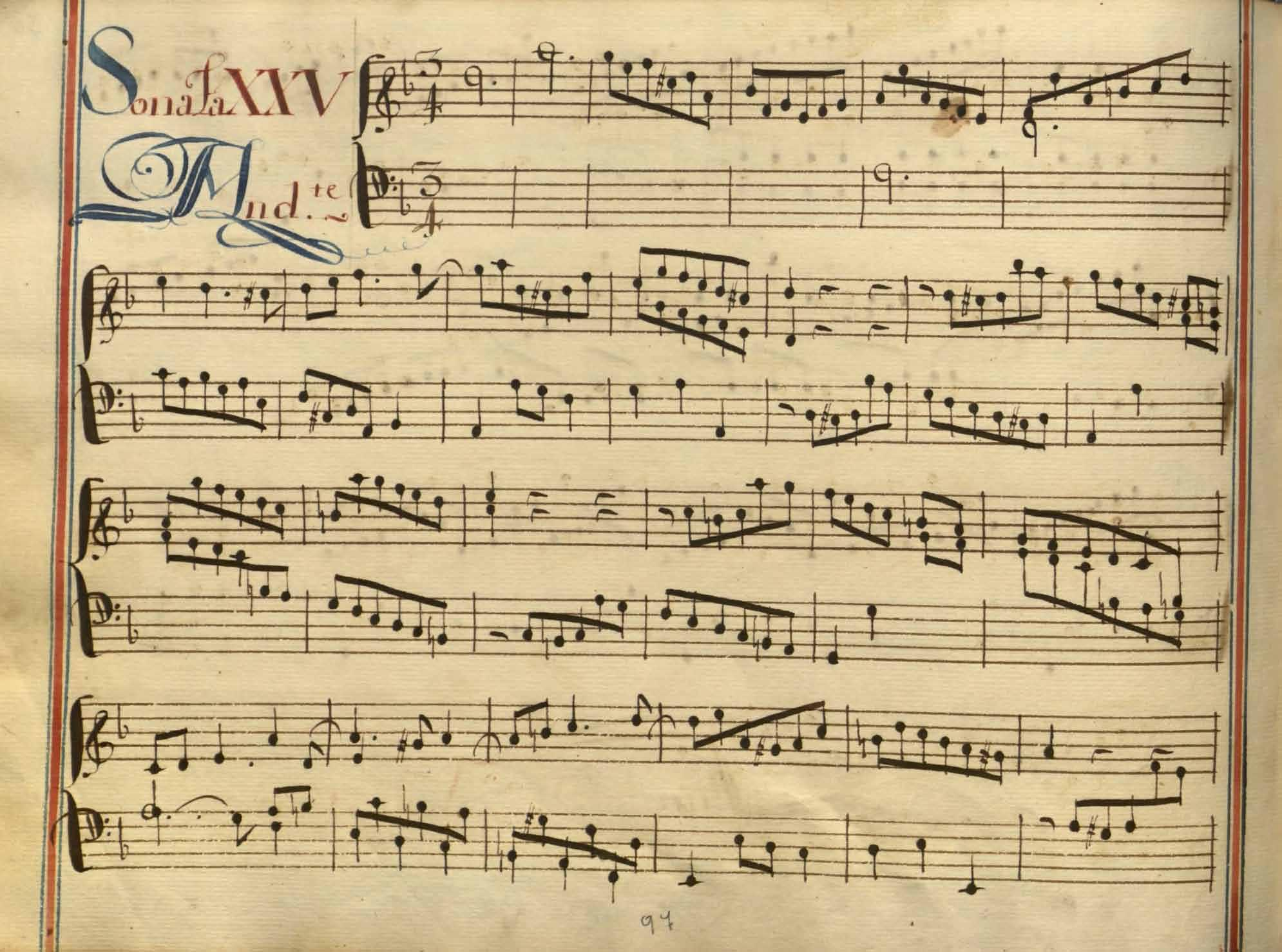
Madrid, 25.

## Interprètes
La sonate K. 434 est interprétée au piano notamment par Eteri Andjaparidze (1994, Naxos, vol. 1), Christian Zacharias (2002, MDG), Carlo Grante (2016, Music & Arts, vol. 5) ; au clavecin par Scott Ross (1985, Erato), Richard Lester (2003, Nimbus, vol. 4) et Pieter-Jan Belder (2007, Brilliant Classics, vol. 10) tandis que Richard Lester (même coffret) et David Schrader (1997, Cedille) l'ont jouée au piano-forte.

## Sources
: document utilisé comme source pour la rédaction de cet article.
- Ralph Kirkpatrick (trad. de l'anglais par Dennis Collins), Domenico Scarlatti, Paris, Lattès, coll. « Musique et Musiciens », 1982 (1re éd. 1953 (en)), 493 p. (OCLC 954954205, BNF 34689181).
- Alain de Chambure, « Domenico Scarlatti : Intégrale des sonates — Scott Ross », p. 208, Erato (2564-62092-2), 1985 (OCLC 891183737) .
- (es) Laura Cuervo Calvo, « El manuscrito Ayerbe : una fuente española de las sonatas de Domenico Scarlatti de mediados del siglo XVIII », Ad Parnassum, Ut Orpheus Edizioni, vol. 13, no 25,‎ avril 2015, p. 1–26 (ISSN 1722-3954, OCLC 1006521868, lire en ligne).
- (en) Carlo Grante, « Domenico Scarlatti, intégrale des sonates pour clavier (vol. 5) », p. 12, Music & Arts (CD-1294), 2017 .